# کریس مسترز
کریس مسترز (انگلیسی: Chris Masters؛ زادهٔ ۸ ژانویهٔ ۱۹۸۳) کشتی‌گیر کشتی حرفه‌ای اهل ایالات متحده آمریکا است.